# Buriti de Goiás
Buriti de Goiás este un oraș în Goiás (GO), Brazilia.